# 屯門新村

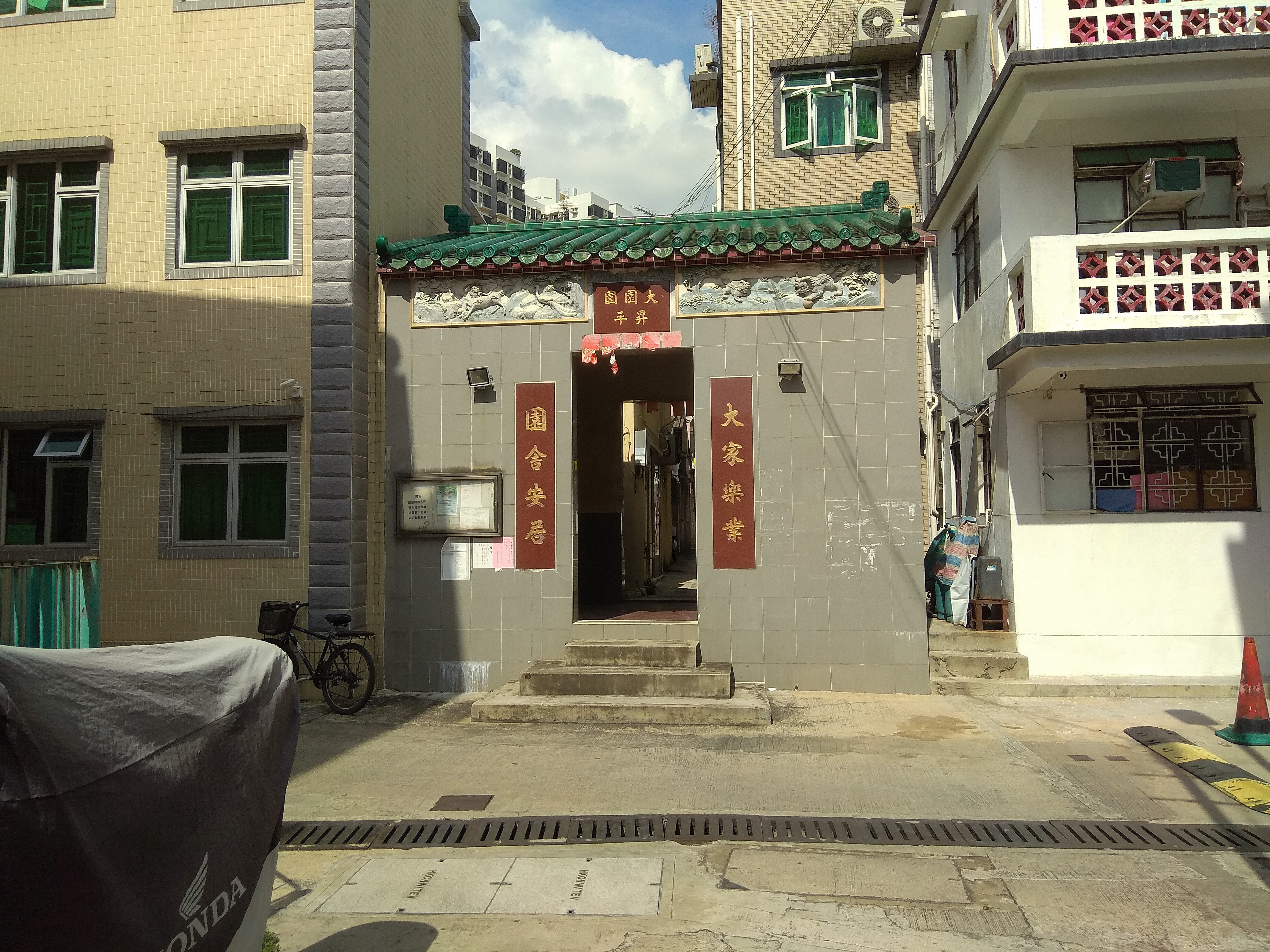
大園圍圍門。圍門過梁上從右至左寫有「大園圍」三字

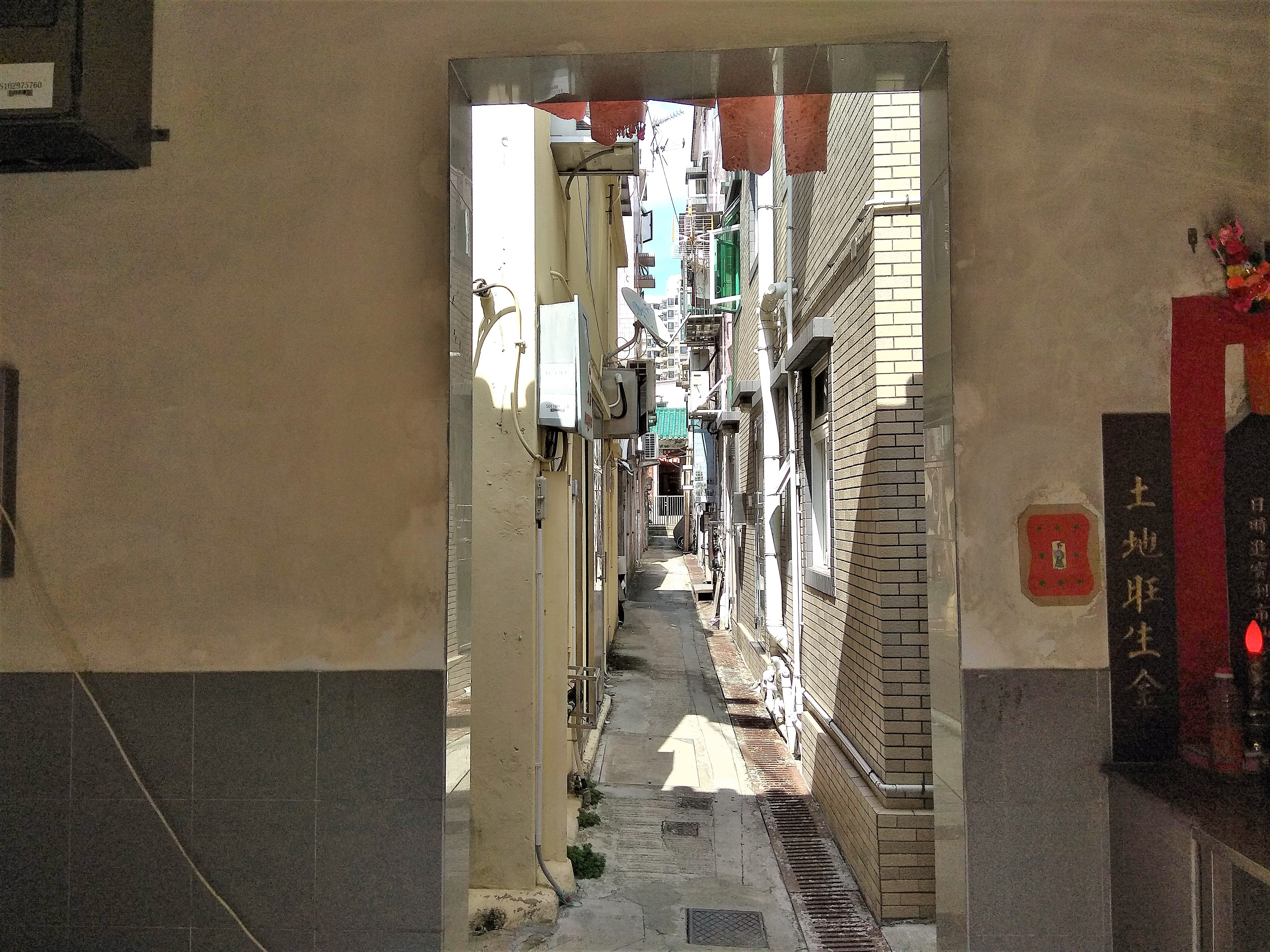
從圍門眺望大園圍的中軸線

屯門新村（英語：Tuen Mun San Tsuen）是一條位於香港屯門區藍地的圍村。該條圍村又稱新村圍（San Tsuen Wai）或大園圍（Tai Yuen Wai）。

## 行政區劃
屯門新村是屯門鄉事委員會36個鄉村代表之一。

## 歷史
陶氏族人於藍地一帶建立數條鄉村。原居於江西鄱陽（亦有指為廣西郁林）的陶氏族人，先後遷居牛潭尾及屯門大村。隨著氏族人口增長，該村族人分遷至藍地一帶，形成五個相互毗連的圍村（即泥圍、青磚圍、屯子圍、藍地村及屯門新村）聚落。

## 外部連結
- 居民代表選舉屯門新村（屯門）的劃定現有鄉村範圍（2019－2022年）

22°25′05″N 113°59′01″E / 22.418177°N 113.983588°E